# Manuel Posada y Garduño
Manuel Posada y Garduño (27 septembre 1780 à San Felipe el Grande en Nouvelle-Espagne, (aujourd'hui San Felipe del Progreso, État de Mexico) - 30 avril 1846 à Mexico) est un ecclésiastique du XIXe siècle. Licencié en droit civil et canon de l'université royale et pontificale de Mexico, docteur en droit canon, Il fut nommé archevêque de Mexico, le 23 décembre 1839, charge qu'il occupa jusqu'à sa mort le 30 avril 1846 à Mexico.

## Œuvres principales
- Pastoral del ilustrisimo señor arzobispo de Méjico ; Manuel Posada y Garduño; Méjico : Oficina de Galvan dirigida por M. Arevalo, 1841. (OCLC 19945080)
- Nos el Dr D. Manuel Posada Y Garduńo, dignidad de maestre-escuelas de Santa Iglesia Metropolitana. y vicario capitular del arzobispado de Mexico. ; Gregory, pope;  D Manuel Posada Y Garduńo ; México, Reimpreso por Luis Abadiano y Valdes, en las Escalerillas núm. 13 1839. (OCLC 62383825)